# 骨炎
骨炎（英語：Osteitis）是骨的炎症。更具體地說，可以是以下其中一種情況：
- 骨髓炎或感染性骨炎，主要是細菌性骨炎
- 齒槽骨炎（英语：Alveolar osteitis）
- 凝縮性骨炎（英语：Condensing osteitis）
- 骨佩吉特氏病（英语：Paget's disease of bone）
- 囊狀纖維性骨炎（英语：Osteitis fibrosa cystica）
- 恥骨炎（英语：Osteitis pubis）
- 放射性骨炎
- 全骨炎（英语：Panosteitis），大型犬的長骨疾病。
- 馬的足骨炎常與蹄葉炎（英语：Laminitis）混淆。